# Segelfluggelände Schreckhof

i7
i11
i13
Das Segelfluggelände Schreckhof liegt etwa 1 km nordwestlich von Mosbach im Ortsteil Schreckhof auf einer Hochebene am rechten Neckarufer.

## Flugbetrieb
Das Segelfluggelände besteht aus zwei unterschiedlichen Ebenen. In der unteren Ebene liegt das Start- und Landefeld des Segelflugbetriebs. Die obere Ebene dient vornehmlich dem Motorseglerbetrieb. Sie umfasst eine asphaltierte Startbahn sowie eine diagonal dazu verlaufende Graslandebahn.
Auf dem Segelfluggelände finden Windenbetrieb und Flugzeugschlepp mit Segelflugzeugen, Motorsegelflug sowie Motorflug mit Ultraleichtflugzeugen statt.